# Ciclismo nos Jogos Olímpicos de Verão de 1980
O ciclismo nos Jogos Olímpicos de Verão de 1980 foi realizado em Moscou, na então União Soviética, com dois eventos de estrada e quatro de pista, todos masculinos.

## Eventos do ciclismo
Masculino: Estrada individual | Equipes contra o relógio | 1 km contra o relógio | Velocidade | Perseguição individual | Perseguição por equipes

## Estrada individual masculino
| Pos. | País                  | Atletas               | Tempo     |
| ---- | --------------------- | --------------------- | --------- |
|      | União Soviética (URS) | Sergei Sukhoruchenkov | 4h48m28.9 |
|      | Polônia (POL)         | Czeslaw Lang          | 4h51m29.9 |
|      | União Soviética (URS) | Yury Barinov          | 4h51m29.9 |

## Equipes contra o relógio masculino
| Pos. | País                    | Atletas                                                    | Tempo     |
| ---- | ----------------------- | ---------------------------------------------------------- | --------- |
|      | União Soviética (URS)   | Yury Kashirin Oleg Logvin Sergei Shelpakov Anatoly Yarkin  | 2h01m21.7 |
|      | Alemanha Oriental (GDR) | Falk Boden Bernd Drogan Olaf Ludwig Hans-Joachim Hartnick  | 2h02m53.2 |
|      | Checoslováquia (TCH)    | Michal Klasa Vlastibor Konečný Alipi Kostadinov Jiří Škoda | 2h02m53.9 |

## 1 km contra o relógio masculino
| Pos. | País                    | Atletas            | Tempo    |
| ---- | ----------------------- | ------------------ | -------- |
|      | Alemanha Oriental (GDR) | Lothar Thoms       | 1m02.955 |
|      | União Soviética (URS)   | Aleksandr Panfilov | 1m04.845 |
|      | Jamaica (JAM)           | David Weller       | 1m05.241 |

## Velocidade individual masculino
| Pos. | País                    | Atletas        |
| ---- | ----------------------- | -------------- |
|      | Alemanha Oriental (GDR) | Lutz Hesslich  |
|      | França (FRA)            | Yavé Cahard    |
|      | União Soviética (URS)   | Sergei Kopylov |

## Perseguição individual masculino
| Pos. | País            | Atletas            |
| ---- | --------------- | ------------------ |
|      | Suíça (SUI)     | Robert Dill-Bundi  |
|      | França (FRA)    | Alain Bondue       |
|      | Dinamarca (DEN) | Hans-Henrik Ørsted |

## Perseguição por equipes masculino
| Pos. | País                    | Atletas                                                       |
| ---- | ----------------------- | ------------------------------------------------------------- |
|      | União Soviética (URS)   | Viktor Manakov Valery Movchan Vladimir Osokin Vitaly Petrakov |
|      | Alemanha Oriental (GDR) | Gerald Mortag Uwe Unterwalder Matthias Wiegand Volker Winkler |
|      | Checoslováquia (TCH)    | Teodor Černý Martin Penc Jiří Pokorný Igor Sláma              |

## Quadro de medalhas do ciclismo
| Ordem | País                  | Medalha de ouro | Medalha de prata | Medalha de bronze | Total |
| ----- | --------------------- | --------------- | ---------------- | ----------------- | ----- |
| 1     | URS União Soviética   | 3               | 1                | 2                 | 6     |
| 2     | GDR Alemanha Oriental | 2               | 2                | 0                 | 4     |
| 3     | SUI Suíça             | 1               | 0                | 0                 | 1     |
| 4     | FRA França            | 0               | 2                | 0                 | 2     |
| 5     | POL Polônia           | 0               | 1                | 0                 | 1     |
| 6     | TCH Checoslováquia    | 0               | 0                | 2                 | 2     |
| 7     | DEN Dinamarca         | 0               | 0                | 1                 | 1     |
| 7     | JAM Jamaica           | 0               | 0                | 1                 | 1     |